# Шкатулов Микола Герасимович
Микола Герасимович Шкатулов (рос. Николай Герасимович Шкатулов; нар. 1918 — пом. ?) — радянський футболіст та тренер, нападник.

## Кар'єра гравця
Футбольну кар'єру розпочав у подольському «Спартаку». У 1940 році перейшов у футбольну команду ЦБЧА (Москва). У 1941 році прийняв запрошення харківського «Спартака». Під час Німецько-радянської війни служив у Червоній армії. У 1944 році зіграв 2 матчі в кубку СРСР за московське «Авіаучилище». Наступного року перейшов у московський клуб ВПС. На початку 1946 року повернувся до столичного ЦБЧА, також захищав кольори клубу класу «Б» МВО (Москва). У 1950 році перейшов до клубу ВПС (Москва), в якому завершив кар'єру гравця в 1951 році.

## Кар'єра тренера
По завершенні кар'єри гравця розпочав тренерську діяльність. Спочатку допомагав тренувати, а з 1955 по 1956 рік очолював ОБО (Київ). У 1958—1959 роках працював у тренерському штабі СКВО (Одеса). У 1960 році очолив «Цементник» (Бєлгород). Потім протягом багатьох років працював у Дитячо-юнацькій футбольній школі ЦСКА (Москва).

## Досягнення

### Як тренера
СКВО (Київ)
- Клас «Б», 1 група
  -  Бронзовий призер (1): 1955

### Відзнаки
- Заслужений тренер РРФСР